# Idaea tripartita
Idaea tripartita är en fjärilsart som beskrevs av Eugen Wehrli 1924. Idaea tripartita ingår i släktet Idaea och familjen mätare. Inga underarter finns listade i Catalogue of Life.